# 完顏忒鄰
完颜忒邻（1202年—1203年）是金章宗完颜璟的六儿子，母亲为元妃李师儿，封为葛王，早殇，死时虚岁仅两岁。

## 传記資料
- 《金史》 列传第三十一